# كامياما
كامياما هي بلدية في اليابان، وبلدة في اليابان، تقع في توكوشيما، ومقاطعة ميزاي، بلغ عدد سكانها 4,883 نسمة وذلك حسب إحصائيات سنة 2018، تبلغ مساحتها 173.31 كيلومتر مربع.
استقرت المنطقة منذ العصور القديمة وهي مذكورة في نيهون شوكي. أبرز المعالم السياحية فيها هي شلالات إماغوي والتي يتم إدراجها بانتظام بين أجمل 100 شلال في اليابان وبساتين البرقوق ومعبد شوسان جي وشجرة الجنكة التي يعود تاريخها إلى 500 عام والتي يبرز جمالها خلال فصل الخريف.